# Anders Breivik
Anders Behring Breivik, também conhecido como Fjotolf Hansen (Oslo, 13 de fevereiro de 1979), é um terrorista cristão, ativista da extrema-direita norueguesa, e o autor confesso dos atentados na Noruega que mataram 77 pessoas e feriram outras 51 pessoas, no dia 22 de julho de 2011.

## Biografia
Anders Breivik nasceu em Oslo em 13 de fevereiro de 1979, filho da enfermeira Wenche Behring com o economista civil Jens David Breivik, que trabalhava como diplomata para a embaixada da Noruega em Londres, e mais tarde Paris. Quando criança, Anders estudou na Smestad Grammar School, no Ris Junior High, nas escolas secundaristas Hartvig Nissens e Oslo Commerce School. Ele escolheu passar pela crisma na luterana Igreja da Noruega aos 15 anos de idade. Mais tarde, o jovem Breivik foi isento do recrutamento para o serviço militar no exército norueguês e não recebeu treinamento militar — o Departamento de Defesa Norueguês que conduziu o processo de análise declarou que ele foi considerado "inapto para o serviço militar" na avaliação obrigatória de recrutamento.
Em 1997, aos 18 anos, o norueguês perdeu 369 mil dólares no mercado de ações. Mais tarde, aos 21 anos de idade, Anders trabalhava no departamento de atendimento ao cliente de uma empresa norueguesa. De acordo com seus supervisores ele interagia com "pessoas de todos os países" e era "gentil com todos". Um ex-colega de trabalho descreveu-o como um "colega excepcional", e um amigo próximo afirmou que Breivik normalmente ostentava um grande ego e que podia perder a calma facilmente com pessoas originárias do Oriente Médio, ou do Sudeste Asiático.

### Atentados de 22 de julho de 2011 na Noruega

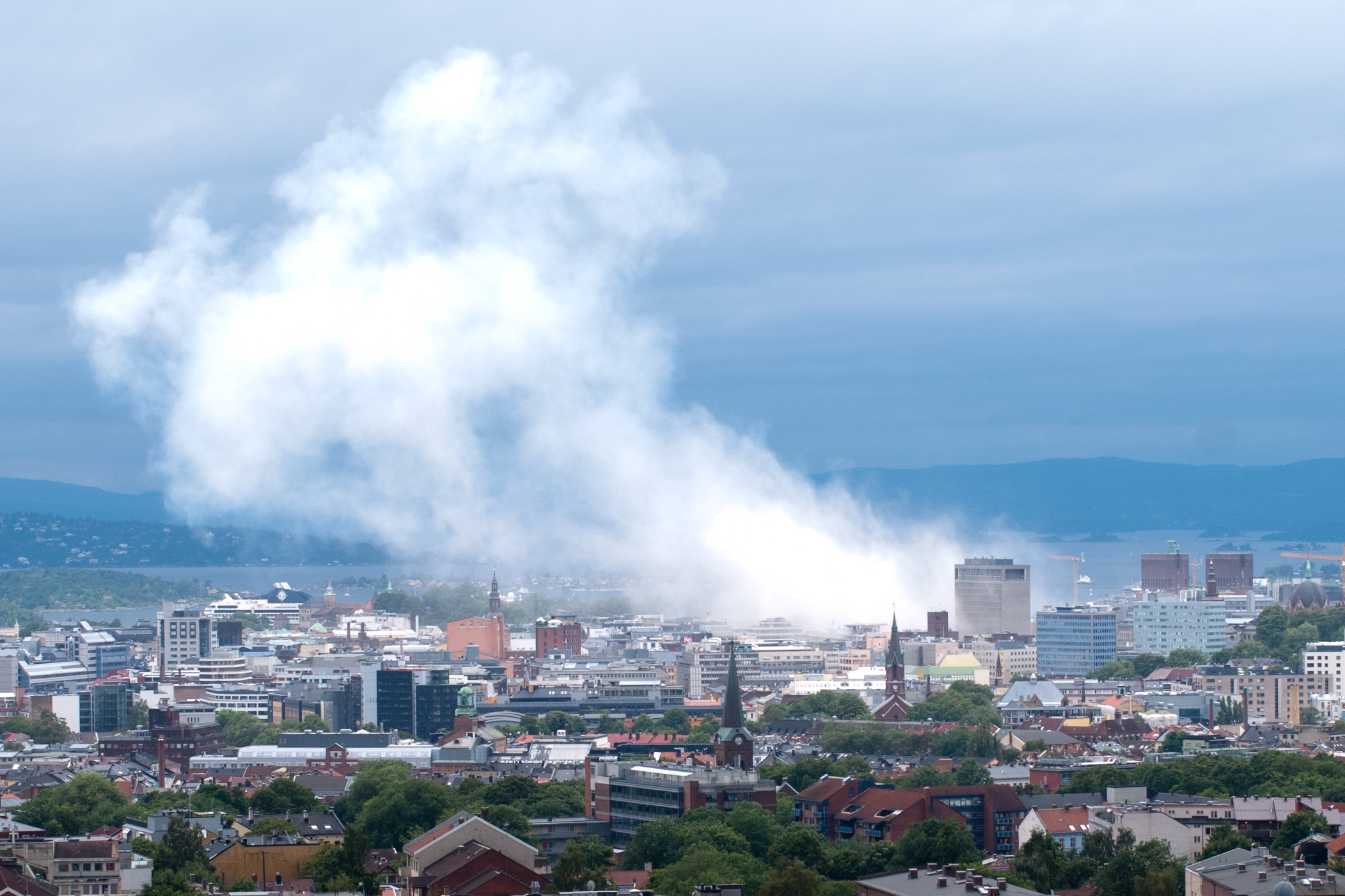
Vista parcial da cidade de Oslo após o atentado de 22 de julho de 2011

De acordo com o próprio Anders Breivik, ele teria começado a planejar o atentado quando tinha 23 anos de idade. Não existem evidências suficientes para concluir que Breivik recebeu ajuda, mas a polícia não descarta essa possibilidade. Ele admitiu vestir-se como um policial, entrar em 22 de julho de 2011, no terreno de um acampamento de jovens da Arbeiderpartiet norueguês (Partido dos Trabalhadores) na ilha de Utøya, abrir fogo contra as crianças e adolescentes presentes, matando pelo menos 68 deles naquele momento. Ele também confessou a autoria das explosões combinadas ocorridas duas horas antes em Oslo. Anders Behring Breivik foi preso em Utøya, onde ficou sob custódia da polícia.
No dia do atentado o terrorista publicou na internet um manifesto de sua ideologia de extrema-direita, compilada em uma coleção de textos intitulados "2083 - Uma declaração européia de independência" e também um video no YouTube com o nome de "Knights Templar 2083". Em seus escritos, Anders Breivik expressa suas visões de mundo — que incluem conservadorismo cultural radical, ultranacionalismo, islamofobia, homofobia, racismo e antifeminismo. Ele também considera o marxismo cultural e o Islã como as duas maiores ameaças à Cristandade moderna. Naquela ocasião, o terrorista assinou seu manifesto usando o pseudônimo de "Andrew Berwick", autoproclamado "Cavaleiro Templário da Noruega".
No dia 29 de novembro de 2011, uma junta de psiquiatras emitiu um relatório diagnosticando que o terrorista norueguês sofria de Esquizofrenia paranoide e que encontrava-se em estado psicótico durante o exame e também quando matou as 77 pessoas. O atirador foi considerado como criminalmente insano, estando sujeito a ficar confinado em um centro de tratamento psiquiátrico possivelmente pela vida toda. Um ano mais tarde, entretanto, uma segunda avaliação psicológica foi ordenada pelo tribunal e os especialistas consultados concluíram que os atos de Breivik foram resultado de um narcisismo patológico, e que suas ações derivaram de "crenças extremistas supervalorizadas", não de delírios causados por qualquer enfermidade cerebral, e portanto ele poderia ser penalmente responsabilizado pelos seus crimes.
Breivik é o que os pesquisadores chamam de "terrorista em busca de fama" — ele escolheu ser capturado, distribuiu fotos e um manifesto com objetivo de aumentar sua notoriedade. Ele queria que seu público o visse como um “lutador pela liberdade” agindo contra uma ameaça islâmica imaginária, quando na realidade ele era um fantasista cheio de ódio que carecia de conexões sociais ou ocupações significativas. Como muitos criminosos semelhantes, ele ingressou nesse comportamento antissocial e terrorista durante um momento solitário de sua vida.

### Condenação
Ele foi condenado por unanimidade no dia 24 de agosto de 2012, em Oslo, a 21 anos de prisão prorrogáveis, sendo declarado responsável pelas 77 mortes causadas em um duplo atentado no dia 22 de julho de 2011, em Oslo e na ilha de Utoya, na Noruega, ao disparar contra um acampamento de jovens trabalhistas depois de detonar uma bomba perto da sede do governo norueguês. Por decisão do tribunal de Oslo, a sentença é prorrogável e pode se estender indefinidamente caso a Justiça norueguesa entenda que o réu continua a representar um perigo para a sociedade.
Anders Behring Breivik sorriu ao ouvir o veredicto da justiça, fez a saudação nazista, pedindo desculpas aos extremistas por não ter conseguido matar mais pessoas no ataque pelo qual foi condenado a 21 anos de prisão, numa prova de que o assassino em massa norueguês permaneceu desafiador até o fim. O criminoso afirmou estar satisfeito com a condenação, de modo que não houvesse dúvida sobre sua sanidade e sua ideologia e portanto não pretendia recorrer da sentença. Para o autoproclamado guerreiro em batalha contra o multiculturalismo e a "invasão do Islã", a sentença máxima de 21 anos de prisão e, não o confinamento num hospital psiquiátrico, foi uma vitória pois considerava que ser enviado para uma instituição psiquiátrica (como peticionado pelos promotores), seria um destino "pior do que a morte".
Após a promulgação da sentença, o condenado classificou o veredicto como "ilegítimo", afirmando que rejeitava a competência do Tribunal de Oslo para julgá-lo. Seus advogados, entretanto, confirmaram que não apelariam da sentença por avaliarem que o tema central do julgamento fora sua sanidade mental — uma vez que seu cliente era réu confesso e sua inocência estava fora de questão. O regime de custódia em que Breivik se encontra é uma figura legal do Direito norueguês, que na prática pode equivaler a uma prisão perpétua. Uma vez cumprida a pena de Breivik, esta pode ser prolongada por forma indefinida caso seja considerado que o réu continua a ser um perigo para a sociedade. O cumprimento da medida restritiva de liberdade será cumprido em um centro de segurança máxima em Ila, a oeste de Oslo, onde Breivik permaneceu em prisão preventiva desde o dia do crime.

### Cumprimento da pena
Em fevereiro de 2014, o condenado Breivik ameaçou iniciar uma greve de fome em sinal de protesto pelas condições de sua prisão. Uma das exigências do condenado seria a obtenção de novos jogos de video game. O terrorista enumerou várias outras pequenas queixas que incluíam a substituição do Playstation 2 que dispõe por um modelo mais recente, além do acesso a jogos para adultos à sua escolha. Ele tachou como "tortura" o isolamento que sofria no cárcere, exigindo a possibilidade de caminhar e de se comunicar, e também o acesso a um computador "em vez da inútil máquina de escrever com tecnologia de 1873". Entre as reclamações também pedia o aumento do seu pagamento semanal. Seu advogado levou o caso à Corte Europeia de Direitos Humanos, porém seus pedidos foram rejeitados pelo órgão julgador.
Em julho de 2015, Breivik foi aceito como aluno da Faculdade de Ciências Sociais norueguesa, entretanto, caso se dispusesse a cursar as disciplinas, teria que fazê-lo da prisão. Já no ano de 2017, após ser impedido de publicar um livro que escreveu no cárcere, o terrorista condenado retornou novamente aos noticiários após mudar seu nome para "Fjotolf Hansen" — um nome considerado inusitado entre os noruegueses, uma vez que faz alusão à palavra "Fjott", que significa literalmente "idiota" na língua oficial do país.
Nos primeiros meses de 2022, a justiça norueguesa negou o pedido de liberdade condicional do terrorista, em uma audiência que começou com ele fazendo a saudação nazista para os juízes. Na ocasião, Breivik aproveitou a atenção que recebeu para divulgar sua propaganda ideológica de extrema-direita, exibindo mensagens em inglês que diziam "Parem seu genocídio contra nossas nações brancas!" e "Guerra civil nazista". Durante a audiência, culpou a radicalização on-line por seus crimes, dizendo que uma rede de extremistas sem líderes o motivou a cometer os atentados. Ele alegou que sofreu lavagem cerebral, e que seguia o comando para estabelecer o Terceiro Reich, acrescentando que ao ser libertado pretende concorrer ao Parlamento da Noruega para continuar sua luta pela supremacia branca através de vias pacíficas. Ao motivar a recusa em conceder a liberdade condicional ao apenado, a corte avaliou que existe um risco óbvio de que ele retome o comportamento que levou aos ataques terroristas de 22 de julho de 2011. O veredicto determinou também um prazo mínimo de 10 anos para que Breivik possa requerer sua liberdade condicional novamente.